# Bligny-le-Sec
Bligny-le-Sec är en kommun i departementet Côte-d'Or i regionen Bourgogne-Franche-Comté i östra Frankrike. Kommunen ligger i kantonen Saint-Seine-l'Abbaye som tillhör arrondissementet Dijon. År 2022 hade Bligny-le-Sec 145 invånare.

## Befolkningsutveckling
Antalet invånare i kommunen Bligny-le-Sec
Referens:INSEE